# HD54445
HD54445 — хімічно пекулярна зоря спектрального класу
A0 й має видиму зоряну величину в смузі V приблизно  8,7.

## Пекулярний хімічний вміст
Зоряна атмосфера HD54445 має підвищений вміст 
Si
.